# Элинор де Клер
Элинор де Клер (англ. Eleanor de Clare; 3 октября 1292 — 30 июня 1337) — леди Диспенсер, баронесса Гламорган, старшая дочь Жильбера де Клера, графа Глостера и Хертфорда, и английской принцессы Джоанны Акрской, дочери короля Эдуарда I.

## Биография
Элинор родилась 3 октября 1292 года в замке Кайрфилли в Гламоргане. Внучка по матери короля Эдуарда I, она была в 1306 году выдана замуж за Хью ле Диспенсера Младшего, сына юстициария Ирландии Хью ле Диспенсера Старшего. Одной из причин этого союза было то, что король Эдуард I задолжал Хью Старшему 2000 марок, а посредством этого брака долговое обязательство было улажено. Кроме того, этот брак был наградой Диспенсерам за лояльность.
После неожиданной смерти брата, графа Глостера и Хертфорда Жильбера де Клера, погибшего летом 1314 года в битве при Бэннокберне, Элинор вместе с двумя сёстрами, Элизабет и Маргарет, стала наследницей его обширных владений в Валлийской марке. Она получила Гламорган, а позже её муж захватил и Торнбридж.
Муж Элинор занимал видное положение при дворе короля Эдуарда II, став его фаворитом. В 1314 году Хью получил баронский титул, а позже стал королевским канцлером. По сообщению одного из хронистов, Эдуард был вовлечён в ménage à trois (брак на троих) с Хью и Элинор. Элинор была фрейлиной королевы Изабеллы, однако сама имела собственную свиту, кроме того, Эдуард II оплачивал все расходы на жизнь старшей из сестёр де Клер. Король поддерживал переписку с племянницей. В 1322 году, после победы при Боробридже, Эдуард выделил часть трофеев Элинор при том, что королева Изабелла не получила ничего. Осенью 1324 года, в связи с ухудшением отношений между королём и королевой, Элинор де Клер было поручено воспитание их младшего сына Джона Элтемского. 28 сентября 1324 года по постановлению Парламента с королевской службы были изгнаны все французы. При Изабелле, лишившейся своей свиты, осталась лишь Элинор де Клер, которой было приказано контролировать переписку королевы.
Осенью 1326 года Изабелла Французская и её любовник Роджер Мортимер свергли короля. 15 октября 1326 года Элинор де Клер, которой перед своим бегством из столицы Эдуард поручил Лондонский Тауэр, была вынуждена сдать его взбунтовавшимся горожанам. Муж и свёкор Элинор, схваченные на западе страны, были казнены, Эдуард II был отправлен в заключение и низложен. Парламент провозгласил королём молодого Эдуарда III, старшего сына Эдуарда II и Изабеллы, однако фактическая власть в Англии оказалась в руках Роджера Мортимера.
Элинор в ноябре 1326 года оказалась в заключении в Тауэре. Владения Хью и Элинор были конфискованы. Старший сын Элинор, Хью, пытался защитить замок Кайрфилли от армии Изабеллы, но весной 1327 года был вынужден сдаться в обмен на обещание жизни. Он также был отправлен в заключение, где пробыл до июля 1331 года. Три дочери, Элинор, Джоан и Маргарет, были насильственно пострижены в монахини. Этой участи избежали только старшая замужняя дочь Изабель и самая младшая, Элизабет, бывшая в то время младенцем.
Из заключения Элинор была освобождена в феврале 1328 года. Ей были возвращены наследственные владения, за которые она принесла оммаж.
В январе 1329 года Элинор была похищена из замка Хэнли Уильямом ла Зушем, который был одним из тюремщиков её мужа и участником осады в 1327 году замка Кайрфилли. Возможно, что похищение было совершено с её согласия. Но в результате на земли Элинор именем короля был наложен арест, а сама она после февраля 1329 года была задержана и вновь помещена в Лондонский Тауэр. Из заключения её освободили только в январе 1330 года — после того, как она отказалась в пользу короны от самых своих богатых наследственных владений. Возвратить их она могла только при условии единовременной выплаты огромной суммы в 50000 фунтов.
Однако после свержения и казни Роджера Мортимера королём Эдуардом III Элинор была среди тех, кто извлёк из этого пользу. Она подала королю прошение на возврат ей земель, утверждая, что отказалась от них только под угрозами Роджера Мортимера. В итоге в 1331 году король Эдуард III ослабил условия возвращения земель, снизив сумму выкупа до 10000 фунтов, а позже ещё уменьшил её — до 5000 фунтов, причём разрешил выплачивать постепенно. Элинор выплатила только часть требуемой суммы, большая же часть денег была внесена уже после её смерти.
Однако проблемы Элинор на этом не закончились. Хотя она и вышла замуж второй раз — за своего похитителя Уильяма ла Зуша, но свои претензии на её руку предъявил Джон Грей, который утверждал, что женился на ней раньше Уильяма. В результате в 1333 году дело было вынесено на разбирательство папе римскому. Законным мужем Элинор был объявлен Уильям ла Зуш.
Во втором браке у Элинор было двое детей. Уильям ла Зуш умер в феврале 1337 года. Сама Элинор пережила мужа ненадолго и скончалась 30 июня 1337 года. Её владения унаследовал старший сын от первого брака, Хью, для которого в 1338 году король восстановил титул барона Диспенсера.
Элинор приписывают начало реконструкции аббатства Тьюксбери. В нём сохранились витражи XIV века, которые изображают её предков, одетых в броню, брата и двоих мужей. Не исключено, что на витраже в восточном окне хора изображена и сама Элинор — в образе нагой коленопреклонённой женщины, наблюдающей Страшный суд.

## Элинор де Клер в искусстве
Элинор является одним из действующих лиц в серии исторических романов Мориса Дрюона «Проклятые короли», а также в сериале 1972 года «Проклятые короли», снятого по этим произведениям, где её роль исполнила Флоренс Дюнойе. Также образ Элинор выведен в историческом романе «The Traitor’s Wife: A Novel of the Reign of Edward II» Сюзанны Хиггинботэм.

## Семья

### Брак и дети
1-й муж: с 1306 (после 14 июня, Вестминстер) Хью ле Диспенсер Младший (ок. 1285/1287 — 24 ноября 1326), 1-й барон Диспенсер с 1314, королевский канцлер с 1318. Дети:
- Хью ле Диспенсер (1308 — 8 февраля 1349), 2/4-й барон ле Диспенсер с 1338
- Жильбер ле Диспенсер (ок. 1309—1381) из Мелтон Моубрей
- Эдвард ле Диспенсер (ок. 1310 — 30 сентября 1342), рыцарь
- Джон ле Диспенсер (ок. 1311 — июнь 1336)
- Изабель ле Диспенсер (ок. 1312—1356); муж: с 1321 (аннулирован в 1344) Ричард Фицалан (ок. 1313 — 24 января 1376), 10-й граф Арундел
- Элинор ле Диспенсер (ок. 1315—1351), монахиня Семпрингхэмского монастыря
- Джоан ле Диспенсер (ок. 1317—1384), монахиня аббатства Шефтсбери
- Маргарет ле Диспенсер (ок. 1319—1337), монахиня Вэттонского монастыря
- Элизабет ле Диспенсер (ок. 1325 — 13 июля 1389); муж: с 1338 Морис де Беркли (1330 — 8 июня 1368), 4-й барон Беркли

2-й муж: с января 1329 Уильям ла Зуш (ум. 1 марта 1336/1337), 1-й барон Зуш из Мортимера. Дети:
- Уильям ла Зуш (ок. 1330 — после 1360), монах в аббатстве Гластонбери
- Джойс ла Зуш (ок. 1331 — ум. после 4 мая 1372); муж: ранее 31 мая 1347 Джон де Ботетур (1318—1385), 2-й лорд Ботетур